# Безиків
Бе́зиків — село в Україні, у Тупичівській сільській громаді Чернігівського району Чернігівської області.
Поруч знаходилося зняте 2013 року з обліку с. Лозове.

## Історія
12 червня 2020 року, відповідно до розпорядження Кабінету Міністрів України № 730-р від «Про визначення адміністративних центрів та затвердження територій територіальних громад Чернігівської області», село увійшло до складу Тупичівської сільської громади.
19 липня 2020 року, в результаті адміністративно-територіальної реформи та ліквідації Городнянського району, село увійшло до складу новоутвореного Чернігівського району.